# Карамбай (станція)
Карамба́й (рос. Карамбай) — залізнична станція на залізниці Казань-Агриз Горьківської залізниці в Росії. Розташована безпосередньо на території села Карамбай Можгинського району Удмуртії.
На залізничній станції здійснюється продаж пасажирських квитків.

## Маршрути[1]
- Поїзд 330 Казань-Перм
- Поїзд 33ОЕ Казань-Кіров[2]
- Поїзд 373 Баку-Тюмень
- Поїзд 907 Новосибірськ-Москва
- Поїзд 937 Красноярськ-Москва
- Електричка 6372 Іжевськ-Кізнер[3]
- Електричка 6376 Іжевськ-В'ятські Поляни
- Електричка 6926 Казань-Іжевськ